# عقاب (اسم)
عقاب هو اسم علم مذكر من أصل عربي، ومعناه هو وهو طائر من الجوارح، كذلك راية العقاب.

## شخصيات تحمل الاسم
- عقاب الخطيب (11 مارس 1921 – 13 أكتوبر 2013)
- عقاب بن محيا (رحمه الله، 1901 – 1930)
- عقاب صقر (صحفي لبناني، 2 أكتوبر 1975 – )

## وصلات خارجية
- موسوعة السلطان قابوس لأسماء العرب نسخة محفوظة 5 أبريل 2019 على موقع واي باك مشين.